# Van Eycktunnel
De Van Eycktunnel is een tunnel in de Belgische stad Antwerpen, gelegen onder de Leien aan de Nationale Bank. De Van Eycktunnel begint aan de N184 (Maria Henriëttalei) en komt uit op de N113 (Britselei) richting Bolivarplaats. Het verkeer kan enkel in deze richting door de tunnel. De naam is afgeleid van de nabijgelegen Van Eycklei.
De Van Eycktunnel vormt een complex met de Blauwtorentunnel, de Gasthuistunnel en de ondergrondse parking 'Nationale Bank'. De tunnels werden opengesteld voor het verkeer op 14 januari 2008.
De maximale hoogte is 2,80 m, waardoor vrachtwagens niet toegelaten zijn, en de maximale snelheid is 30 km/u. De lengte van deze tunnel is 225 m. De verlichting in deze tunnel is groen. Zo kunnen bij pech of ongevallen de hulpdiensten snel naar de juiste tunnel geleid worden.
In deze tunnel is er ook een ingang en uitgang van de ondergrondse parking 'Nationale Bank'.
Bevrijdingstunnel · Blauwtorentunnel · Bolivartunnel · Jeanne Brabantstunnel · Jos Brabantstunnel · Craeybeckxtunnel · Frans Tijsmanstunnel · Gasthuistunnel · Jan De Vostunnel · Kennedytunnel · Krijgsbaantunnel · Liefkenshoektunnel · Sint-Annatunnel · Van Eycktunnel · Valaartunnel · Waaslandtunnel